# Evacanthus fuscous
Evacanthus fuscous är en insektsart som beskrevs av Kuoh 1981. Evacanthus fuscous ingår i släktet Evacanthus och familjen dvärgstritar. Inga underarter finns listade i Catalogue of Life.